# Тоидзе, Моисей Иванович
Моисе́й Ива́нович Тои́дзе (21 января [2 февраля] 1871, Тифлис, Российская империя — 17 июня 1953, Тбилиси, СССР) — грузинский советский живописец, педагог. Академик АХ СССР (1947). Народный художник СССР (1953). Герой Труда (1932).

## Биография

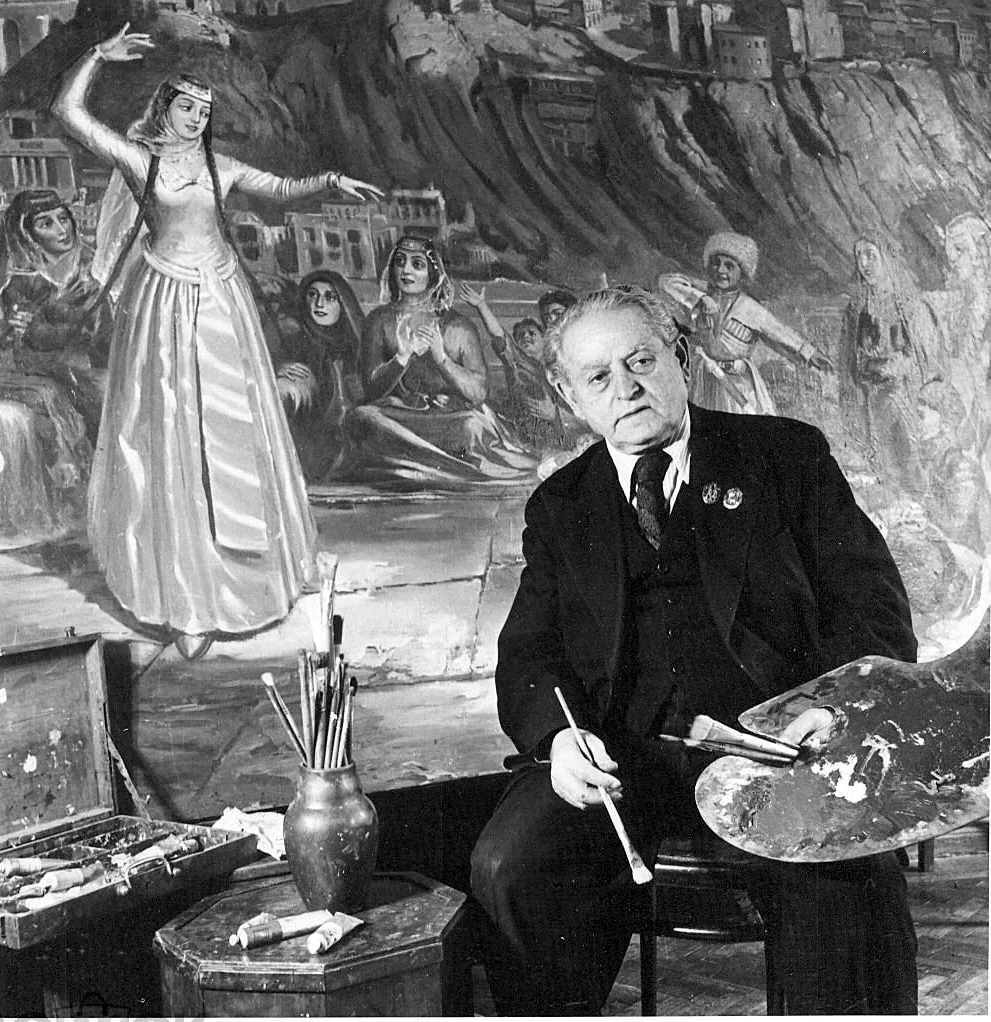
М. И. Тоидзе у картины в своей мастерской. 1951 г.

Родился в Тифлисе (ныне Тбилиси, Грузия).
В 1896—1899 годах учился в Императорской академии художеств (мастерская Ильи Репина).
В 1899 году вернулся в Тифлис. Участвовал в подпольной революционной деятельности.
Организовал Народную художественную студию, где преподавал в 1922—1930 годах.
В 1930—1953 годах — профессор Тбилисской академии художеств. Среди его учеников: народный художник СССР Уча Джапаридзе, народный художник Грузинской ССР Ираклий Тоидзе и другие.
Член Грузинского художественного общества (Тифлис, 1916—1921), Общества грузинских художников (Тифлис, 1922—1929), АХРР—АХР (с 1927). Один из организаторов «Ассоциации художников революции (РЕВМАС)» Грузии (1929—1931) и Ассоциации революционных художников Грузии «Сарма» (1930—1932).
Академик АХ СССР (1947).
Моисей Тоидзе скончался 17 июня 1953 года в Тбилиси. Похоронен в Дидубийском пантеоне.

### Семья
- Сын — Ираклий Моисеевич Тоидзе (1902—1985), график, живописец. Народный художник Грузинской ССР (1980). Заслуженный деятель искусств РСФСР (1951). Лауреат четырёх Сталинских премий. Автор известного плаката «Родина — мать зовет!».
- Сын — Георгий Моисеевич Тоидзе (1914—2000), скульптор.
  - Внучка — Нателла Геогриевна Тоидзе (род. 1950), живописец. Заслуженный художник РФ. Академик РАХ.
- Дочь — Александра Моисеевна Тоидзе (1907—1985), актриса театра и кино. Народная артистка Грузинской ССР.

## Награды и звания
- Герой Труда (1932)
- Народный художник Грузинской ССР (1953)
- Народный художник СССР (1953)
- Орден Ленина (1953)[3]
- Орден «Знак Почёта» (1936)

## Основные произведения
- «Мцхетоба», 1899—1901
- Портрет старика-еврея, 1902
- Портрет матери, 1904
- «Счастливая жизнь», 1934
- «Письмо с фронта», 1942
- «Песнь победы», 1948

## Память
В Тбилиси создан Дом-музей Моисея Тоидзе (улица Митрофана Лагидзе, 3)